# Maitaca-asa-de-bronze
A maitaca-asa-de-bronze (Pionus chalcopterus) é um ave que pertence à família dos Psittacidae.

## Etimologia
"Maitaca" origina-se do termo tupi mba'é taka, que significa "coisa barulhenta".

## Descrição
Com cerca de trinta centímetros de comprimento, apresenta plumagem azul-celeste, manchado de branco sobre o pescoço. Penas da frente orladas de rosa, o rabo é vermelho, circulado no ocular rosado, mais vivo na época de nidificação e olhos castanhos.

## Distribuição
Encontra-se na Venezuela, Colômbia, Equador e no Peru. Vive em florestas temperadas e montanha, em casais ou pequenos bandos de até dez indivíduos.

## Reprodução
A época de reprodução vai de março a maio. Põe de dois a quatro ovos em ninhos construídos nas cavidades de árvores. O macho permanece uma parte do tempo sobre ninho em companhia da fêmea durante a incubação.